# Chinautla
Chinautla (ehemals Santa Cruz Chinautla) ist eine rund 30.000 Einwohner zählende Kleinstadt in Guatemala und Verwaltungssitz des gleichnamigen Municipios im Departamento Guatemala. Die Stadt liegt rund 10 Kilometer nördlich von Guatemala-Stadt und gehört zu deren Agglomeration.
Das 80 km² große Municipio erstreckt sich im nördlichen Bergland des Departamentos Guatemala auf Höhen zwischen 1200 und 1700 Metern. Es hat insgesamt über 100.000 Einwohner, bei denen es sich überwiegend um Pocomam handelt. Ein Großteil der Menschen lebt in ländlichen Siedlungen und Dörfern, darunter Jocotales, San José Buena Vista, El Durazno, Tres Sabanas, Las Lomas, Cumbre del Guayabo, San Antonio Las Flores, San Rafael Las Flores, La Laguneta, El Chan, Concepción Sacojito, Paraíso, Santa Isabel, Las Vegas, Las Delincas und Paris. Im Süden des Municipios konzentriert sich die Bevölkerung in Chinautlas Neu- und Altstadt, die das nördliche Ende des Ballungsgebietes von Guatemala-Stadt bilden.
Angrenzende Municipios sind Chuarrancho im Norden, San Pedro Ayampuc im Osten, Guatemala-Stadt im Süden, sowie Mixco und San Raimundo im Westen.